# 吳時仕
吳時仕（越南语：／；1726年—1780年），字世祿，號午峰，越南後黎朝末期歷史學家、文學家、儒學學者。越南吳家文派人物之一。

## 生平
吳時仕原籍青威縣左青威村（今屬河内市），景兴二十七年（1766年）考中进士第一名，是为该科庭元。翌年擔任東閣校書。後前往清化擔任憲察，在當地因科舉考試的過失而被罷職還鄉。不過，鄭主鄭森要他抄寫《平南日曆》，因此將吳時仕召回，擔任鄭主幕府的書翰。
1775年為翰林校尉，1776年負責校正國史。1777年為諒山鎮守，1780年卒於任內。

## 作品
吳時仕著作有《越史標案》、《午峰文件》、《鸚言詩集》、《二青峒集》、《觀瀾十詠》、《乂安詩集》、《吳氏家訓》、《保障宏謨》等。其子吳時任亦為儒學學者。